# Neversoft
Neversoft Entertainment è stata un'azienda statunitense dedita allo sviluppo di videogiochi con sede nella città di Woodland Hills (California), fondata nel 1994 da Chris Ward, Joel Jewett e Mick West e chiusa nel 2014; dal 1999 fino alla sua chiusura è stata parte del gruppo Activision.

## Storia
Il primo videogioco realizzato da Neversoft è stato Skeleton Warriors nel 1995, ma l'azienda è divenuta famosa per le serie di Tony Hawk e Guitar Hero.
Nel 2014 Neversoft è stata chiusa ed è confluita in Infinity Ward, un'azienda di proprietà di Activision conosciuta principalmente per la serie di Call of Duty.

## Videogiochi
- Skeleton Warriors (1995) - PlayStation
- MDK (1997) - PlayStation
- Apocalypse (1998) - PlayStation
- Tony Hawk's Skateboarding (1999) - PlayStation
- Spider-Man (2000) - PlayStation
- Tony Hawk's Pro Skater 2 (2000) - PlayStation
- Tony Hawk's Pro Skater 3 (2001) - GameCube, PlayStation 2, Xbox
- Tony Hawk's Pro Skater 4 (2002) - GameCube, PlayStation 2, Xbox
- Tony Hawk's Underground (2003) - GameCube, PlayStation 2, Xbox
- Tony Hawk's Underground 2 (2004) - GameCube, Windows, PlayStation 2, Xbox
- Tony Hawk's American Wasteland (2005) - GameCube, Windows, PlayStation 2, Xbox, Xbox 360
- Gun (2005) - GameCube, PlayStation 2, Xbox, Xbox 360
- Tony Hawk's Project 8 (2006) - PlayStation 3, Xbox 360
- Tony Hawk's Proving Ground (2007) - PlayStation 3, Xbox 360
- Guitar Hero III: Legends of Rock (2007) - PlayStation 3, Xbox 360, Windows, macOS
- Guitar Hero: Aerosmith (2007) - PlayStation 3, Xbox 360, Windows, OS X
- Guitar Hero World Tour (2008) - PlayStation 3, Xbox 360, Windows, OS X
- Guitar Hero: Metallica (2009) - PlayStation 3, Xbox 360
- Guitar Hero 5 (2009) - PlayStation 3, Xbox 360
- Band Hero (2009) - PlayStation 3, Xbox 360
- Guitar Hero: Warriors of Rock (2010) - PlayStation 3, Xbox 360